# 서울 내곡동 예비군 훈련장 총기 난사 사건
서울 내곡동 예비군 훈련장 총기 난사 사건(內谷洞豫備軍訓鍊場銃器亂射事件)은 2015년 5월 13일 서울특별시 서초구 내곡동의 예비군 훈련장에서 사격훈련 도중 예비군 최 아무개가 동료 예비군 4명에게 총기를 난사하여 사상자가 발생한 사건이다. 사건 직후 가해자는 자살하였고 그의 옷에서 유언과 범행 계획을 적은 유서가 발견되었다.

## 사건 개요
동원훈련 이틀째인 13일 오전 10시 37분경, 제52보병사단 제210연대 제2대대 제5~7중대 소속 예비군들이 25ｍ 거리의 '수준 유지' 사격 훈련을 받던 중이었다. 사격 대상 예비군들은 K-2 소총과 총탄 10발이 든 탄창을 지급받았다.
7중대 소속 최 아무개(23)가 맨 왼쪽에 있는 1사로(사격 구역)에서 표적을 향해 한 발을 쏜 후, 갑자기 일어서서 1사로 부사수와 오른쪽 2, 3, 5사로 예비군들에게 총탄 7발을 난사했다. 그는 총기 난사 직후 9번째 총탄을 자신의 이마에 쏘아 현장에서 자살하였다.
부상자들은 삼성의료원, 국군수도병원, 강남세브란스병원에 이송되었으나 이들 가운데 3사로 사수였던 박 아무개(24)는 머리에 치명적인 관통상을 입어 현장에서 이미 사망한 상태였고, 윤 아무개(24)도 폐 등을 크게 다쳐 응급 수술을 받았지만 과다출혈 및 허혈성뇌손상으로 이날 오후 9시 40분쯤 사망했다. 가해자를 포함하여 이번 예비군 총기사고로 사망한 사람은 당초 두 명에서 세 명으로 늘었다. 다른 부상자 황 아무개(22), 안 아무개(25)도 크게 다쳤다.

## 사건 경과
| 2015년 5월 13일 (사건발생일) | |  |
| 10시 37분                    | 총기 난사 발생. 통제 중대장 대피 방송.                                                                                   |  |
| 10시 37~38분                 | 5사로 부상 예비군(황 아무개) 응급 처치.                                                                                  |  |
| 10시 38분                    | 210연대 대기 응급차에 있던 의무부사관 환자 조치.                                                                         |  |
| 10시 42분                    | 210연대 구급차 환자 이송 시작(2사로 예비군 안 아무개 후송).                                                              |  |
| 10시 47분                    | 210연대 구급차 부대 정문 통과, 국군수도병원으로 후송. 대위급 장교들이 119 구급차 요청 및 인접 부대(211연대) 구급차 요청. |  |
| 10시 57분                    | 119 구급차 부대 정문 통과. 5사로 예비군 황 아무개를 강남세브란스 병원으로 후송.                                          |  |
| 11시 4분                     | 구급차 5대 도착. |  |
| 11시 10분                    | 211연대 구급차 부대 정문 통과. 3사로 예비군 박 아무개를 삼성서울병원으로 후송.                                           |  |
| 11시 13분                    | 119 구급차 부대정문 통과. 1사로 부사수 윤 아무개를 삼성서울병원으로 후송.                                                |  |
| 11시 28분                    | 총 사망자 1명, 부상자 4명, 중태 2명.                                                                                     |  |
| 11시 30분                    | 삼성의료원으로 이송된 박 아무개 사망 판정. 총 사망자 2명, 부상자 3명.                                                    |  |
| 15시 30분                    | 국방부 브리핑. "사건을 의혹 없이 조사하겠다." 희생자에게 애도 표시.                                                      |  |
| 16시 5분                     | 총 사망자 2명, 부상자 3명.(중태 1명, 의식불명 2명)                                                                       |  |
| 21시 37분                    | 삼성서울병원에서 윤 아무개 사망. 총 사망자 3명, 부상자 2명.                                                              |  |

## 사망자 및 부상자 명단
사망자 (3명)
- 최 아무개 (23세/1992년생/가해자) : 1사로 사수. 현장에서 자살.
- 박 아무개 (24세/1991년생/피해자) : 3사로 사수. 뒷머리 오른쪽에 총알을 맞고 심정지 상태로 심폐소생술을 받아가며 오전 11시 26분 삼성서울병원으로 이송되었으나 이미 뇌손상이 심각해 소생의 의미가 없다고 판단. 도착 직후 오전 11시 30분 사망 판정.
- 윤 아무개 (24세/1991년생/피해자) : 1사로 부사수. 오전 11시 24분 삼성서울병원으로 이송되었고, 가슴 부위에 총탄을 맞았는데 사건 당시 매우 위중한 상태였다. 의료진은 오른쪽 쇄골 부위로 총알이 들어갔으며, 폐 부분에 조각난 상태로 여전히 박혀 있다고 발표하였다. 윤 씨는 병원에 도착했을 때부터 심장이 멈춰 있어서 심폐소생술을 했으며, 8분간의 심폐소생술을 통해 심정지상태에서 회복되었으나 혈압이 매우 낮은 상태였다. 의료진은 여러 차례 수술을 하였지만 상태가 매우 심각해 생존확률은 1%로 윤씨가 오늘 안에도 사망할 수 있는 상태라고 설명하였다.[1] 결국 밤 9시 37분, 총상에 의한 과다출혈과 허혈성 뇌손상으로 인해 사망 판정을 받았다.[2]

부상자 (2명)
- 안 아무개 (25세/1990년생/피해자) : 2사로 사수. 오른쪽 폐에 좌상.
- 황 아무개 (22세/1993년생/피해자) : 5사로 사수. 왼쪽 얼굴과 우측 눈 부위 부상.

## 사건이 일어나게 된 원인 및 논란

### 허술한 사격 훈련 관리
사격 시 엎드려 쏴 자세에서 몸을 일으키면 곧바로 조교가 제압해야 하지만 이 수칙이 지켜지지 않았고, 해당 예비군 훈련장의 사로에는 총구를 일정 수준 이상으로 돌릴 수 없도록 거치대와 연결된 안전고리 형태의 안전장치가 있었음에도 불구하고 담당 조교가 결합 여부를 제대로 확인하지 않은 것으로 드러났다.
해당 예비군 훈련장은 총 20개의 사로가 있었는데, 사고 당시에는 20개 사로 모두 사용했다. 야전교범(Field Manual)대로 한다면 1개 사수마다 1명의 사격통제요원이 배치되어야 하지만 예비군 훈련은 훈련인원이 워낙 많아 교범대로 지켜지지 않는 경우가 상당히 많았다. 이번 사건의 경우도 현역 기간병 6명만이 20개 사로를 통제하고 있었다. 또한, 현역 기간병 6명 중에 3명은 이등병이었다.

예비군 동원훈련에서 수준 유지 사격을 할 때는 실탄 3발을 지급해 25m 앞의 표적지를 조준해 영점사격을 하도록 하고, 이어 실탄 6발을 지급해 측정사격을 하는 순으로 진행한다. 하지만 부대마다 실탄 지급 방식이 달라 어떤 훈련장은 실탄 10발을 한꺼번에 지급하는 등 예비군 사격 훈련 총기 실탄 관리가 미흡했다는 의견이 나왔다. 사건이 일어난 강동·송파 예비군 훈련장도 10발들이 탄창을 지급했다고 한다.

### 예비군 병력 관리
가해자 최 아무개 (1992년 생)는 제5보병사단에서 군복무를 하다 2013년 전역했으며 현역 시절 중등도의 우울증과 인터넷 중독으로 B급 관심병사로 분류되었다고 한다. 현역시절 복무관리를 예비군 부대로 넘겨받지 못해 가해자의 군 생활 당시의 정신질환 확인이 불가능하여 이와 같은 참사를 막지 못했다. 더욱이 정신질환으로 현역 복무 부적합 판정을 받은 병사나 의병전역한 군 간부도 본인 스스로 별도로 병무청에서 재검(신체검사를 다시 하는 것)을 하지 않는 이상, 예비군 훈련에 참가하기 때문에 별다른 제지 없이 사격훈련이 가능한 것으로 밝혀져 충격을 주고 있다.

## 사건 여파

### 정치권 반응
2015년 5월 14일, 국회 국방위원회는 국방부로부터 전날 예비군 훈련장 총기 난사 사건과 관련해 사고 경위 등 현안을 보고받고 재발 방지 대책을 모색했다. 이번 사건은 위의 문제점을 언급한대로 예비군 훈련 현장에서 안전관리 규정이 제대로 이행되지 않은 점에 대해 집중 질타한 것으로 알려졌다.

### 예비군 반응
사상 최초로 예비군 훈련장 총기난사 사건이 일어난 만큼 사건 현장을 목격한 예비군들과 앞으로 훈련받을 예정인 예비군들은 불안감 및 공포가 확산되고 있다. 실제로 이번 사건의 여파로 예비군 훈련을 연기하는 사람들이 많이 늘어났다.
또한 예비군 제도의 폐지를 주장하는 목소리도 확산되고 있다.

## 기타
- 배우 정석원, 젝스키스의 멤버 장수원도 해당 예비군 훈련장에 있었던 것으로 확인되었다. 가수 장수원은 사고시 옆 교장에서 훈련을 받고있었고 안전하게 집에 간 것으로 보도되었다.
- 가수 싸이는 이 날 사고가 난 강남·서초 예비군훈련장에서 2089부대 2대대가 주관하는 향방작계훈련을 받았으나 일정 문제로 사고 발생 20분 전 교장을 떠났다고 한다.[13]

## 같이 보기
- 2015년 찰스턴 교회 총격 사건
- 버지니아 공대 총기 난사 사건
- 오이코스 대학 총기 난사 사건
- 2011년 노르웨이 테러

## 참고
1. ↑  삼성의료원 "총기난사 부상자, 생존확률 1% 미만" 뉴스원 2015-05-13 18:47
2. ↑  '예비군 총기 난사' 부상자 1명 끝내 사망 오마이뉴스 2015-05-14 10:38
3. ↑  김경필 (2015년 5월 14일). “육군 중수단, "'몸 일으키면 제압'이 수칙인데…현장 통제 장병 모두 대피"”. 조선일보. 2015년 5월 19일에 확인함.
4. ↑  김귀근 (2015년 5월 13일). “'관심병사' 출신에 실탄…"통제요원 6명이 20명 맡았다"(종합2보)”. 연합뉴스. 2015년 5월 19일에 확인함.
5. ↑  박병진 (2015년 5월 16일). “총기난사 때 조교 6명 중 3명이 이등병”. 세계일보. 2015년 5월 19일에 확인함.
6. ↑  3발들이 탄창을 먼저 지급하는 것은 우발적인 사고를 막으려는 의도도 있는 것으로 알려졌다.
7. ↑  최선 (2015년 5월 13일). “실탄 10발 지급· 총기 거치대 이탈’ 총기·탄약관리 구멍”. 이데일리. 2015년 9월 24일에 원본 문서에서 보존된 문서. 2015년 5월 19일에 확인함.
8. ↑  “총기 난사 예비군…알고보니 관심병사 출신”. 《MBN》. 2015년 5월 13일. 2015년 5월 19일에 확인함.
9. ↑  김선영 (2015년 5월 17일). “정신질환 의병전역자도 '통제 사각지대'”. 세계일보. 2015년 5월 19일에 확인함.
10. ↑  국방위 "예비군 총기사고, 사상초유…안전규정 이행 미흡" 아시아경제 2015-05-14 11:14
11. ↑  “훈련에 목숨 못건다” 예비군 꼬리문 연기신청 경인일보 2015년 5월 14일 22:10:32
12. ↑  총기 사고 발생! 예비군 사격 훈련 폐지 목소리 더팩트 2015년 5월 13일 12:55:00
13. ↑  싸이, 총기사고 현장서 예비군 훈련…"사고 전 퇴소" 연합뉴스 2015.05.13 오후 12:41